# France 3
France 3 (estilizado como france·3) es un canal de televisión francés, perteneciente a la empresa pública France Télévisions. Se trata de un servicio nacional generalista con desconexiones regionales, cuya programación es suministrada por los centros de la radiodifusora pública. Entre la programación nacional destacan los concursos Cifras y letras y Questions pour un champion.
France 3 está dividida en 13 direcciones regionales que producen un total de 24 boletines informativos regionales, 44 locales y 6 en lenguas locales

## Historia
Los orígenes de la actual France 3 se remontan al tercer canal de televisión de la Oficina de Radiodifusión y Televisión Francesa (ORTF), llamado Troisième chaîne couleur, cuyas emisiones comenzaron el 31 de diciembre de 1972. El nuevo servicio tenía dos características: su programación sería realizada por los centros regionales de la ORTF, y emitiría solamente televisión en color, aunque, dado que la segunda cadena solo producía su programación regional en color en unas pocas regiones, no fue hasta la puesta en marcha de las emisiones en color de FR3 Guyane y FR3 Bourgogne en 1980 cuando el tercer canal pasó a emitir todos sus programas en color en todo el país. Al principio su cobertura estaba limitada a Isla de Francia y el norte, extendiéndose al resto del país en años posteriores.
En agosto de 1974, la ORTF fue dividida en siete empresas distintas. El tercer canal se convirtió en France Régions 3 (FR3), una sociedad nacional que coordinaría y desarrollaría la programación regional de la radiodifusora pública en toda Francia metropolitana. En esencia, se trataba de un canal generalista de cobertura nacional con tres horas de desconexión regional.
FR3 también se ocupaba de la programación regional en los territorios de ultramar, hasta que en 1982 fue asumido por la sociedad RFO.
Con la privatización de TF1 y la llegada de las televisiones privadas, se establecería una presidencia conjunta para los dos canales públicos restantes (Antenne 2 y FR3) que en 1992 darían paso a France Télévisions. A raíz de esos cambios, FR3 pasó a llamarse France 3, con una programación basada en entretenimiento, documentales, espacios de servicio público e información regional. La aparición de nuevos canales (el juvenil France 4 y el cultural France 5) ha motivado que los espacios generalistas del tercer canal estén dirigidos a un público de mayor edad.

## Canales regionales
France 3 se compone de 13 canales regionales que realizan programación local: 24 boletines informativos regionales, 44 locales y 6 con lenguas locales (alsaciano, bretón, catalán, corso, occitano y vasco).
|     | Nombre del canal                    | Regiones                  | Centros de producción             |
| --- | ----------------------------------- | ------------------------- | --------------------------------- |
| 1.  | France 3 Grand Est                  | Gran Este                 | Estrasburgo, Nancy y Reims        |
| 2.  | France 3 Nouvelle-Aquitaine         | Nueva Aquitania           | Burdeos, Limoges y Poitiers       |
| 3.  | France 3 Bourgogne Franche-Comté    | Borgoña-Franco Condado    | Dijon y Besançon                  |
| 4.  | France 3 Corse Via Stella           | Córcega                   | Ajaccio                           |
| 5.  | France 3 Provence-Alpes-Côte d'Azur | Provenza-Alpes-Costa Azul | Marsella y Antibes                |
| 6.  | France 3 Hauts-de-France            | Alta Francia              | Lille y Amiens                    |
| 7.  | France 3 Normandie                  | Normandía                 | Caen y Ruan                       |
| 8.  | France 3 Bretagne                   | Bretaña                   | Rennes                            |
| 9.  | France 3 Pays de la Loire           | Países del Loira          | Nantes                            |
| 10. | France 3 Paris Île-de-France        | Isla de Francia           | Vanves                            |
| 11. | France 3 Centre-Val de Loire        | Centro-Valle del Loira    | Orléans                           |
| 12. | France 3 Auvergne-Rhône-Alpes       | Auvernia-Ródano-Alpes     | Lyon, Grenoble y Clermont-Ferrand |
| 13. | France 3 Occitanie                  | Occitania                 | Toulouse, Montpellier             |

## Organización

### Dirigentes
Presidentes-directores generales
- Delphine Ernotte : desde el 22 de agosto de 2015

Directores generales
- Dominique Alduy : 7 de septiembre de 1992 – diciembre de 1993[8]

- Xavier Gouyou-Beauchamps : enero de 1994 – 2 de junio de 1996[9][10]

- Michel Blanc : 15 de junio de 1996 - 25 de enero de 1997[11]

- Philippe Levrier : 25 de enero de 1997 – junio de 1999[12]

- Jean Réveillon (interino) : junio de 1999 - noviembre de 1999[13]

- Rémy Pflimlin : noviembre de 1999 - 25 de agosto de 2005
- Geneviève Giard : 25 de agosto de 2005 – 4 de enero de 2010[14]

- François Guilbeau : 21 de octubre de 2010 – enero de 2013.[15]

Directores de emisiones y programas
- Jean-Pierre Cottet : enero de 1994 – junio de 1996[16]

- Jean Réveillon : agosto de 1998 – noviembre de 1999[17]

- Poste séparé en deux distincts : noviembre de 1999 - agosto de 2011

- Thierry Langlois : 18 de agosto de 2011 - 10 de junio de 2014[18]

- Dana Hastier : desde el 10 de junio de 2014.[19]

### Capital
Del 7 de septiembre de 1992 al 4 de enero de 2010, France 3 estuvo conformada como una sociedad nacional de programación pública perteneciendo en un 100 % al estado francés.
Después del 4 de enero de 2010, France 3 perdió su estatus de sociedad para convertirse en una cadena dentro del grupo de comunicación público France Televisions.

## Audiencias

### Audiencias en Francia
Desde su creación en 1992 hasta 2011, France 3 fue la tercera cadena de Francia en términos de audiencia, por detrás de TF1 y France 2. En 2011, después de varios años con descensos de audiencia, fue sobrepasada por M6. A continuación se muestran las audiencias de los últimos años.
|      | Enero  | Febrero | Marzo  | Abril  | Mayo    | Junio  | Julio  | Agosto | Septiembre | Octubre | Noviembre | Diciembre | Media anual |
| ---- | ------ | ------- | ------ | ------ | ------- | ------ | ------ | ------ | ---------- | ------- | --------- | --------- | ----------- |
| 2007 | 14,9 % | 14,5 %  | 14,3 % | 14,2 % | 14,1 %  | 14,0 % | 14,0 % | 14,9 % | 13,3 %     | 13,3 %  | 13,7 %    | 14,2 %    | 14,1 %      |
| 2008 | 13,6 % | 13,2 %  | 13,8 % | 13,4 % | 13,0 %  | 12,9 % | 13,2 % | 14,7 % | 12,8 %     | 13,0 %  | 13,1 %    | 12,9 %    | 13,3 %      |
| 2009 | 12,3 % | 12,1 %  | 11,5 % | 12,2 % | 12,1 %  | 12,3 % | 11,7 % | 12,2 % | 11,2 %     | 11,2 %  | 11,0 %    | 11,5 %    | 11,8 %      |
| 2010 | 11,4 % | 11,2 %  | 11,2 % | 10,5 % | 10,6 %  | 10,5 % | 10,2 % | 10,9 % | 10,2 %     | 10,1 %  | 10,3 %    | 11,2 %    | 10,7 %      |
| 2011 | 10,5 % | 9,9 %   | 9,7 %  | 9,8 %  | 9,8 %   | 9,6 %  | 10,1 % | 10,2 % | 9,4 %      | 9,2 %   | 9,3 %     | 9,4 %     | 9,7 %       |
| 2012 | 9,5 %  | 9,3 %   | 9,1 %  | 9,1 %  | 9,6 %   | 9,2 %  | 10,8 % | 12,0 % | 9,6 %      | 9,3 %   | 9,7 %     | 9,4 %     | 9,7 %       |
| 2013 | 9,3 %  | 9,3 %   | 9,1 %  | 9,5 %  | 9,3 %   | 9,3 %  | 10,5 % | 10,0 % | 9,2 %      | 9,6 %   | 9,7 %     | 9,8 %     | 9,5 %       |
| 2014 | 9,5 %  | 10,4 %  | 9,3 %  | 9,4 %  | 9,3 %   | 8,9 %  | 9,6 %  | 9,7 %  | 9,1 %      | 9,0 %   | 9,3 %     | 9,4 %     | 9,4 %       |
| 2015 | 8,9 %  | 9,2 %   | 9,1 %  | 9,0 %  | 9,0 %   | 9,0 %  | 9,8 %  | 9,9 %  | 9,2 %      | 9,0 %   | 9,0 %     | 9,4 %     | 9,2 %       |
| 2016 | 9,1 %  | 8,8 %   | 8,9 %  | 9,1 %  | 8,7 %   | 8,6 %  | 9,2 %  | 10,3 % | 8,9 %      | 8,6 %** | 9,2 %     | 9,3 %     | 9,1 %**     |
| 2017 | 8,8 %  | 8,8 %   | 9,1 %  | 8,9 %  | 8,2 %** | 8,5 %  | 9,5 %  | 9,4 %  | 9,1 %      | 9,5 %   | 9,5 %     | 9,3 %     | 9,1 %       |
| 2018 | 9,2 %  | 10,7 %  | 9,5 %  | 9,4 %  | 9,1 %   | 9,2 %  | 9,3 %  |        |            |         |           |           |             |

Fuente : Médiamétrie
Leyenda :
Fondo verde : Mejor resultado del año.
Fondo rojo : Peor resultado del año.
El mejor dato de audiencia se produjo con la emisión de un partido de cuartos de final de la Eurocopa 2004, que enfrentaba a Francia y a Grecia, el 25 de junio de 2004. El total de espectadores fue de 14.900.000 y una cuota de mercado del 60,7 %.

### Audiencias en Bélgica
France 3 era en 2015 la sexta cadena de Bélgica en términos de audiencia, por detrás de RTL-TVI, La Une, TF1, France 2 y AB3. En 2016 France 3 obtuvo su peor dato con solo un 4,6 % de cuota de mercado.
| 1997  | 1998  | 1999  | 2000  | 2001  | 2002  | 2003  | 2004  | 2005  | 2006  | 2007  | 2008  | 2009  | 2010  | 2011  | 2012  | 2013  | 2014  | 2015  | 2016  |
| ----- | ----- | ----- | ----- | ----- | ----- | ----- | ----- | ----- | ----- | ----- | ----- | ----- | ----- | ----- | ----- | ----- | ----- | ----- | ----- |
| 6,6 % | 6,3 % | 6,3 % | 6,9 % | 7,1 % | 7,4 % | 7,0 % | 5,4 % | 5,0 % | 5,7 % | 6,1 % | 5,8 % | 6,0 % | 5,7 % | 5,4 % | 5,2 % | 5,0 % | 4,9 % | 4,9 % | 4,6 % |